# Набада
Набада је традиционална парада на Дунаву, у Улму, у Немачкој. Одржава се сваке године на дан празника Schwörmontag. 

## Активности
Догађај почиње спустом низ реку у дужини од 7 км, на чамцима од дрвета, гуменим чамцима и традиционалним чамцима који се зову Zillen и Ulmer Schachteln. Свечаности се настављају на улицама и у баровима Улма и Ној-Улма. Током параде се представљају и тематски бродови.   